# Departamento de Purificación
Purificación fue uno de los departamentos en que se dividía el Estado Soberano de Cundinamarca (Colombia), y tras la creación del Estado Soberano del Tolima en 1861 pasó a ser una de sus divisiones administrativas. Fue creado por medio de la ley del 7 de julio de 1860, a partir de los territorios de los departamentos de Mariquita y  de Guaduas. Tenía por cabecera a la ciudad de Purificación. Fue suprimido el 3 de marzo de 1864. El departamento comprendía parte del territorio de las actuales regiones tolimenses de Ibagué, Oriente, Sur y Suroriente.

## División territorial
El departamento al momento de su creación (1860) estaba dividido en los distritos de Purificación (capital), Ataco, Carmen, Coello, Coyaima, Cunday, Chaparral, Dolores, Espinal, Guamo, Ibagué, Girardot, Melgar, Miraflores, Natagaima, Nilo, Ortega, Payandé, Prado, San Luis, Santa Rosa, Ricaurte, Tocaima y Valle.
El 15 de julio de 1861 los distritos de Ibagué, San Luis y Valle fueron adjudicados al departamento de Ambalema.